# دیگو پرسان
دیگو پرسان (انگلیسی: Diego Percan؛ زادهٔ ۱۳ نوامبر ۲۰۰۱) بازیکن فوتبال اهل اسپانیا است که در حال حاضر برای باشگاه فوتبال بارسلونا اتلتیک در پست مهاجم بازی می‌کند. 